# والتر ديكس
والتر ديكس (بالإنجليزية: Walter Dix)‏ هو عداء سريع أمريكي، ولد في 31 يناير 1986 في كورال سبرنغز في الولايات المتحدة.

## وصلات خارجية
- الموقع الرسمي
- والتر ديكس على موقع الاتحاد الدولي لألعاب القوى (الإنجليزية)
- والتر ديكس على موقع الاتحاد الأمريكي لسباقات المضمار والميدان (الإنجليزية)
- والتر ديكس على موقع الدوري الماسي (الإنجليزية)
- والتر ديكس على موقع أوليمبيديا (الإنجليزية)
- والتر ديكس على موقع اللجنة الأولمبية والبارالمبية الأمريكية (الإنجليزية)
- والتر ديكس على موقع IMDb (الإنجليزية)